# Skagens Odde
|  | Flytteforslag Denne side er foreslået flyttet til Skagen Odde. Klik her for at se flytteforslaget. Begrundelse: Ligesom på lex.dk og i henhold til Skagen Odde Naturcenter |

Skagens Odde er den nordlige ende af halvøen Jylland, regnet fra en linje med Hirtshals i vest, ved Nordsøen, og Frederikshavn i øst, ved Kattegat, og op til  Grenen på den yderste nordøstlige spids. Odden vokser gennemsnitligt med ca. 10 meter om året i nordøstlig retning mod Sverige.
[kilde mangler]
Grenen regnes ofte fejlagtigt som Jyllands nordligste punkt, men dette ligger ca 2,5 km mod vest og ca 700 meter mod nord ved sommerhusbebyggelsen Skagen Nordstrand, idet Skagens Odde buer mod sydøst før den afsluttes i Odden.

## Beskrivelse
Fra Hirtshals går kysten langs Tannis Bugt langs Uggerby Klitplantage, ved hvis østlige ende Uggerby Å har sit udløb. Mod øst ind i landet ligger Tversted, som gennemløbes af Tversted Å, som løber ud i bugten nord for byen, hvor der ligger store sommehusområder. Syd for Tversted ligger Bindslev og Sindal, og øst derfor ligger Tolne Bakker.  Nord herfor liger en række moser og heder, Kragskov Hede, Tolshave-, Råbjerg- og Måstrup Mose. Nord for Råbjerg Mose ligger Ålbæk Klitplantage, og øst for den byen Ålbæk ud til Ålbæk Bugt i Skagerrak. 
Mellem Ålbæk i øst og Skiveren i vest, er der cirka 20 km., men nord herfor  begynder odden at blive smallere, og ved Hulsig ca. 7 km. nordligere er odden kun  cirka 5 km. bred.  I området mellem de to linjer ligger store klit og hedearealer, og den fredede vandreklit Råbjerg Mile. Videre mod nord ligger Kandestederne på vestkysten, og  Hulsig Hede, der også er fredet. Nord for den ligger Skagen Klitplantage,  byen Skagen mod øst, og Højen mod vest. Nord for Skagen ligger så Grenen.
Sydvest for Grenen ligger Skagen Fyr på den østlige kyst. I forbindelse med fyret oprettede Naturstyrelsen den 12. maj 2017 i samarbejde med Dansk Ornitologisk Forening, Frederikshavn Kommune og Turisthus Nord et oplevelses- og udstillingscenter; Center for Trækfugle.

## Fredningsforsøg
En initiativgruppe bestående af Danmarks Naturfredningsforening, Dansk Ornitologisk Forening og Friluftsrådet i Vendsyssel foreslog i 2010 at gøre Skagens Odde til en Nationalpark, men forslaget blev skrinlagt efter at et flertal i plan- og miljøudvalget i Frederikshavn Kommune indstillede til kommunen ikke at søge Miljøministeriet om at få området beskyttet på denne måde.
I 2021 kom Skagens Odde på Miljøministeriets bruttoliste over mulige emner til naturnationalparker. Listen rummer 23 forslag, hvoraf 10 ventes at blive realiseret.